# Ulica Czerniakowska w Warszawie

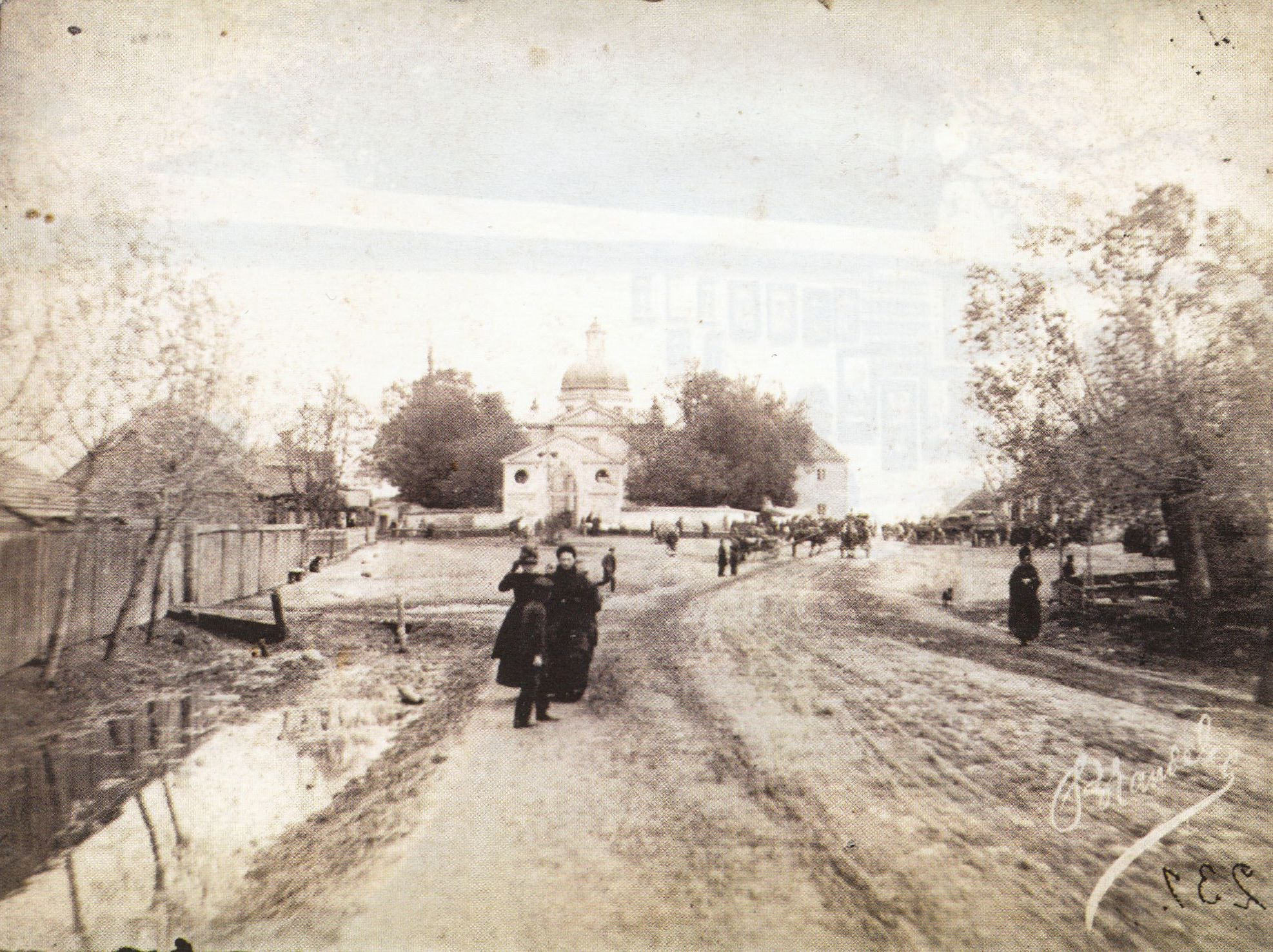
Południowy odcinek ulicy ok. 1885, widoczny kościół św. Antoniego z Padwy

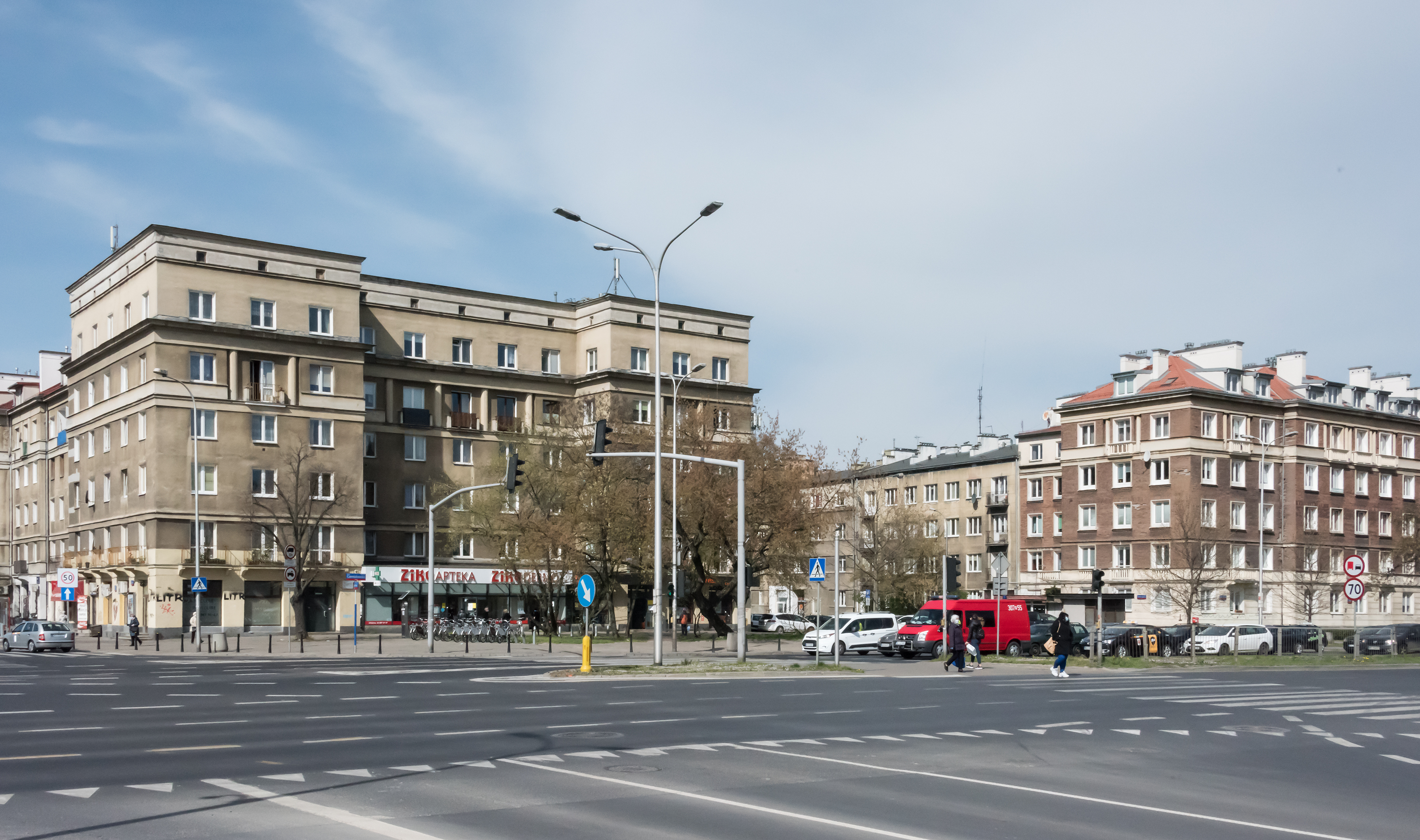
Fragment zabudowy ulicy przy skrzyżowaniu ul. Gagarina

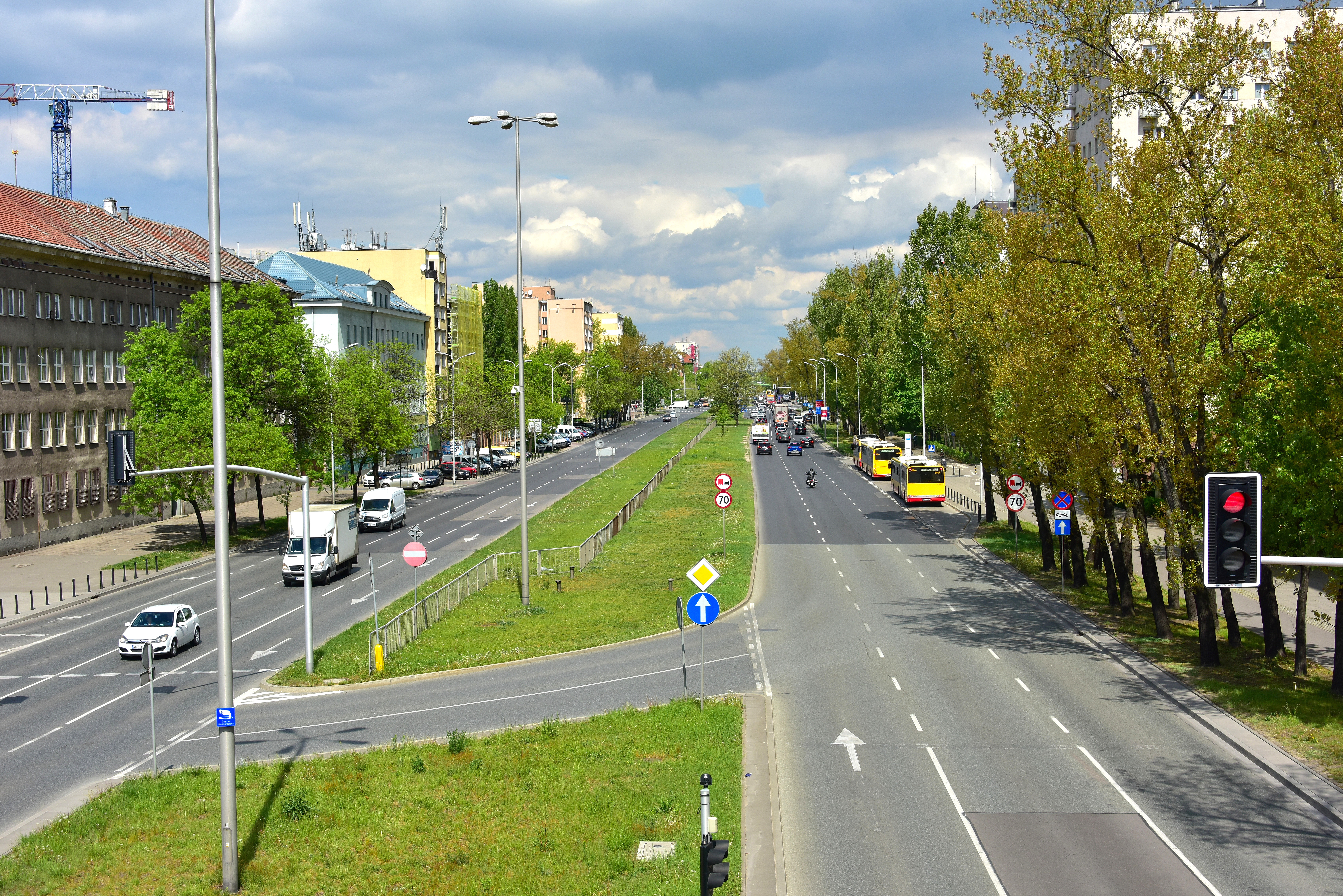
Ulica Czerniakowska przy ul. Chełmskiej

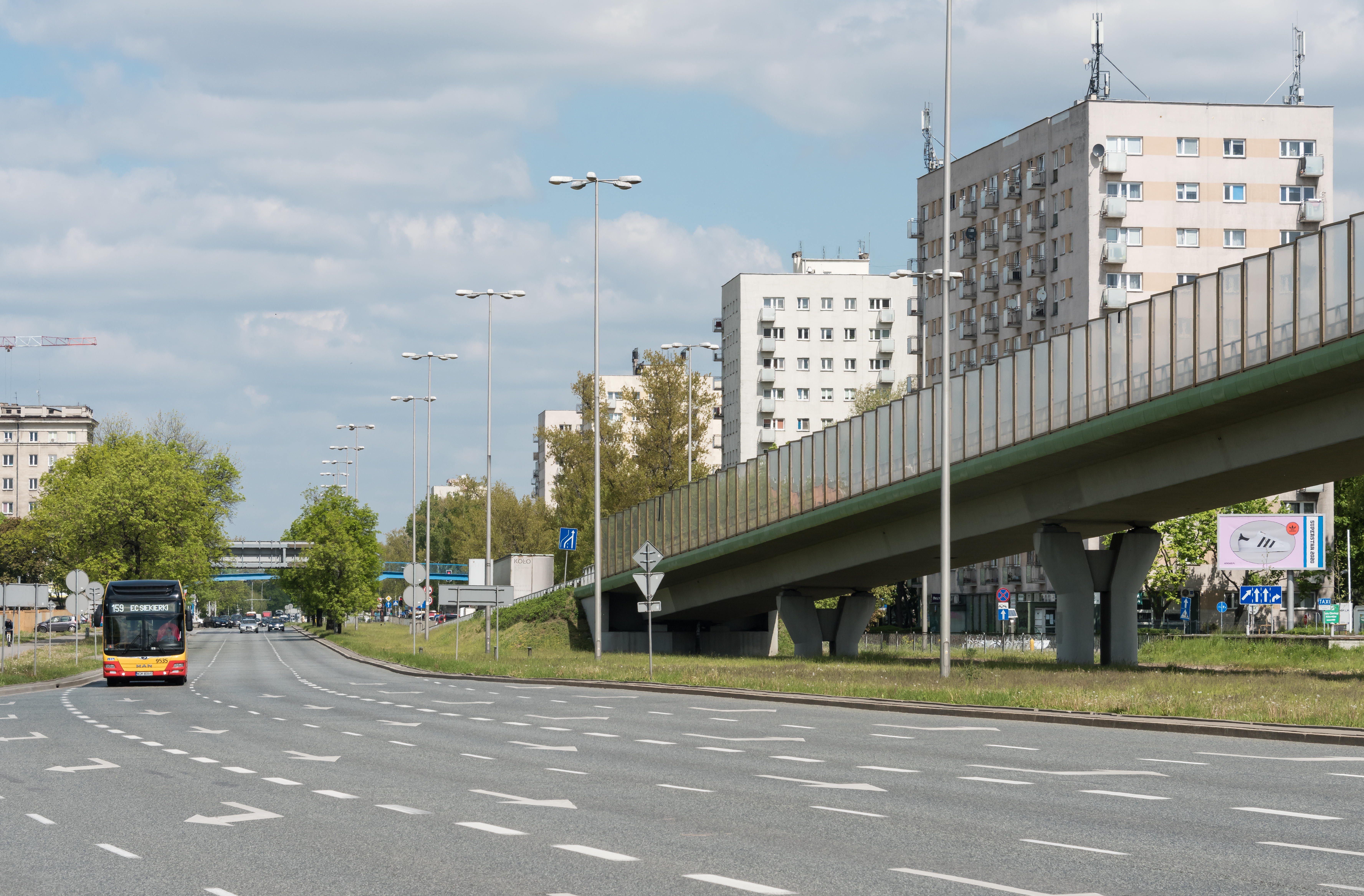
Ulica Czerniakowska przy al. Witosa

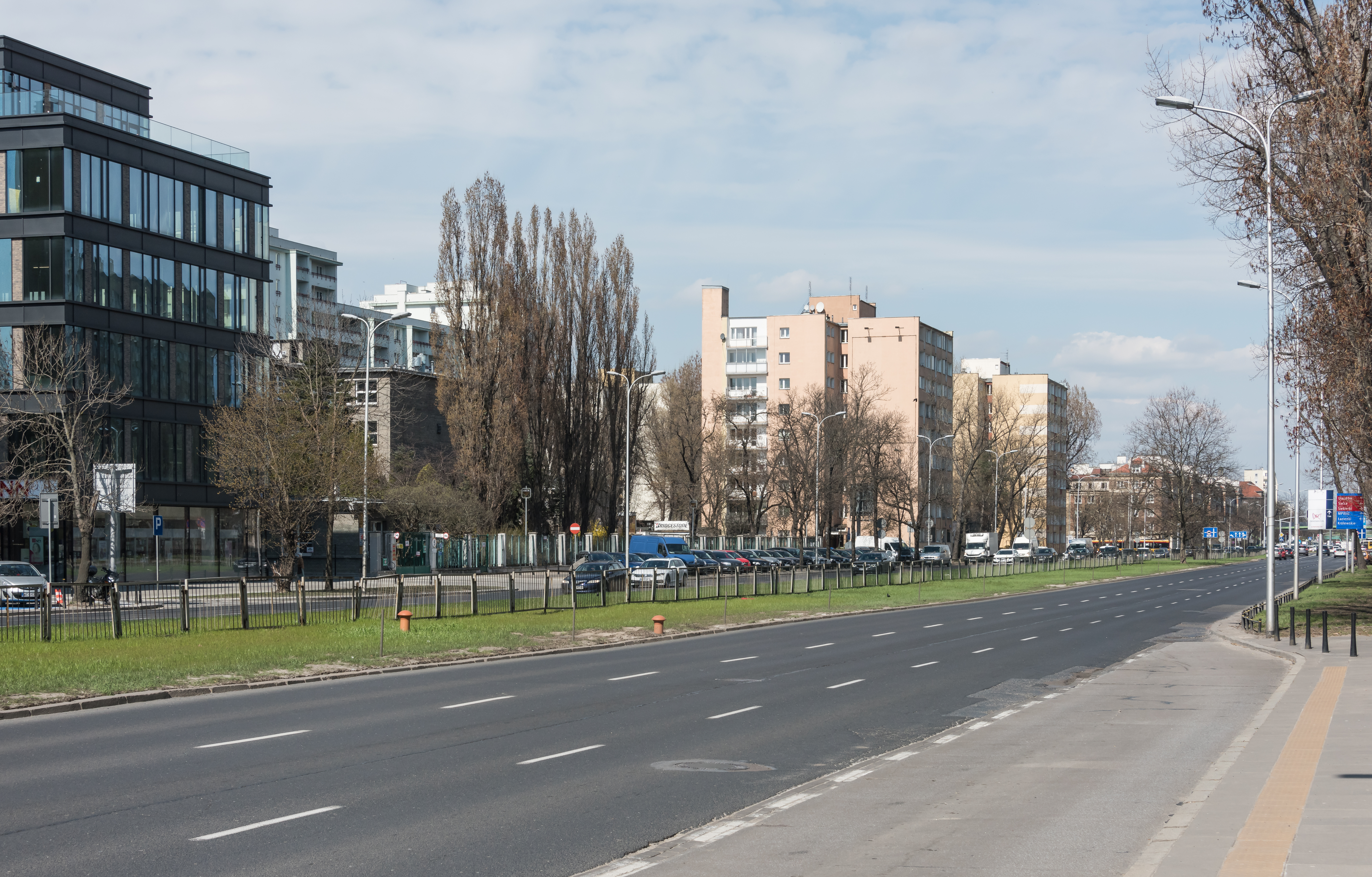
Ulica na odcinku między ulicami Chełmską i Kaszubską

Ulica Czerniakowska – jedna z głównych ulic w dzielnicy Mokotów w Warszawie, biegnąca od ulicy Idzikowskiego do ul. Ludnej.
Wchodzi w skład Wisłostrady. Do 1 stycznia 2014 roku stanowiła fragment drogi krajowej nr 7, a do 6 lutego 2023 roku drogi wojewódzkiej nr 724.

## Historia
Ulica Czerniakowska jest ukształtowanym przez stulecia pradawnym szlakiem biegnącym od traktu ujazdowskiego do brodu na Wiśle i wsi Czerniaków. W 1687 roku z fundacji Stanisława Herakliusza Lubomirskiego rozpoczęto w tejże wsi, przy dzisiejszym placu Bernardyńskim, budowę kościoła św. Antoniego z Padwy. Sam Lubomirski wystawił sobie w pobliżu świątyni drewniany dwór, który przetrwał około stu lat.
W 1770 Okopy Lubomirskiego odcięły znaczny fragment ulicy, na wysokości Kanału Piaseczyńskiego i dawnej karczmy Wittofa. W okolicy licznie występowały domy drewniane, nakryte naczółkowymi dachami i poprzedzone kolumnowymi gankami, charakterystyczne dla całego Czerniakowa XVIII i XIX wieku. W okolicy wznoszono też magazyny i browary, działały młyn i cegielnia. Jedyna, parterowa kamieniczka murowana wznosiła się na posesji nr 164; do 1944 roku właścicielami kamieniczki i młyna była rodzina Scholtzów.
W okresie Sejmu Czteroletniego przy ulicy Czerniakowskiej w domu wówczas nazywanym pasztetem na Szolcu, mieszczącym się na działce pod numerem hipotecznym - nr taryfy 3007, należącym do Hugona Kołłątaja obradowała Kuźnica Kołłątajowska. Działka 3007 według numeracji współczesnej powinna nosić nr 165 lub 167 przy ul. Czerniakowskiej przylegała do północnej granicy działki 3008, współcześnie terenów Legii Warszawa SA przy ul. Łazienkowskiej, nie istniała już w XX w. jako odrębna działka (nie występuje w taryfie z 1920). Przez część działki 3007 poprowadzono w latach 70 XIX w. ul. Łazienkowską, na niej znajduje się wylot ul. Łazienkowskiej na ul. Czerniakowską oraz część parkingu przy. ul. Łazienkowskiej 6A przylegająca do ul. Czerniakowskiej.
Większość zabudowy ulicy została zniszczona podczas wielkiej powodzi w 1813 roku; w 1820 roku Okopy Lubomirskiego przesunięto w okolice ul. Podchorążych. W pobliżu utworzono nowe rogatki zwane czerniakowskimi, które znajdowały się przy obecnym skrzyżowaniu ulicy Czerniakowskiej z ulicą Gagarina. Tereny przy zachodniej pierzei ulicy należały do dóbr Wilanów, wsi Czerniaków i Sielce. Po stronie przeciwnej pomiędzy ulicami Łazienkowską i Podchorążych wzniesiono ogromne koszary dla rosyjskich pułków kawalerii: kirasjerów, ułanów i huzarów. Kanał Piaseczyński otoczono wtedy drewnianymi pawilonami koszarowymi, w nim samym urządzając Szkołę Pływania Kawalerii. W okolicy dzisiejszej Stacji Pomp Rzecznych wzniesiono budynek pralni Szpitala Ujazdowskiego; naprzeciwko w 1818 roku wybudowano niewielką kamieniczkę, włączoną potem w obręb zabudowań huzarskich, po wcześniejszym uzupełnieniu o dobudówkę od strony ul. 29 Listopada, zwanej ówcześnie Huzarską.
Obiekty powstałe po 1818 roku w dużej mierze dotrwały do powstania warszawskiego; o ile w okolicach ul. Ludnej dominowała zabudowa murowana, przy początkowym, południowym odcinku Czerniakowskiej do początków wieku XX wznoszono drewniane chałupy i otoczone sadami takież dworki; w końcu XIX wieku największym obiektem był tam wiatrak i spichlerz.
W 1830 roku przy ul. Czerniakowskiej nr hipoteczny 3001 znajdował się browar Weissa na Solcu co odpowiada we współczesnej numeracji nr 189, na nieistniejącym rogu z wytyczoną w 1868 ulicą Fabryczną. Podpalenie browaru Weissa 29 listopada 1830 przez pchor. Wiktora Tylskiego było sygnałem do wybuchu powstania listopadowego. Obecnie ulica Czerniakowska na tym odcinku nie istnieje, działka ta znajduje się w pobliżu północno-zachodniego ślimaka węzła Wisłostrady z Trasą Łazienkowską. Na działce 3001 od ok. 1850 do 1944 znajdowała się klasycystyczna jednopiętrowa kamienica. W lipcu 1865 do domu przy ul. Czerniakowskiej 3001 (nr 51 w 1869) wprowadzili się Izabella i Antoni Barcińscy – siostra Fryderyka Chopina z mężem. Dom ten był ich własnością w latach 1867–1871. Po 1850 na działce 3001 działała m.in. Gisernia przy Warsztatach Żeglugi Parowej, Konstanty Rudzki i Współka (pis. oryg.).
Na początku lat dwudziestych XIX wieku w rejonie ul. Czerniakowskiej pojawiły się duże zakłady przemysłowe, m.in. Rządowa Fabryka Machin na Solcu. W latach 1834–1839 fabryka była wydzierżawiona firmie należącej do ojca i syna, Anglików Johna i Williama Perks „Perks i Whitmore”. W 1870 fabryka została sprzedana przez Bank Polski Rau'owi a w roku 1874 przeszła na własność Towarzystwa Akcyjnego Lilpop, Rau, Loewenstein i sp.. Innym dużym zakładem była Rządowa Fabryka Kobierców i Dywanów z ul. Ludnej. Fabryka Kobierców jest też opisywana pod adresem przy ulicy Czerniakowskiej (numer hipoteczny 3041 lit. A). Od 1826 roku jej właścicielem był Jan Henryk Geysmer. Później firma nazywała się „Geysmer i Perks” a właścicielami byli syn Geysmera Jan Fryderyk i jego ojczym William Whitmore Perks. W tej lokalizacji fabryka działała do roku 1855. Na jej miejscu powstała w 1856 Miejska Gazownia. Założone w 1866 Towarzystwo Akcyjne Zakładów Przemysłu Budowlanego Fryderyka Martensa i Adolfa Daaba w 1914 zatrudniało 600 osób. U zbiegu z ul. Górnośląską pod nr. 197/199 działało także Rosyjsko-Włoskie Towarzystwo Akcyjne Wyrobów Włókienniczych dające zatrudnienie 500 osobom. W 1929 w przejętych budynkach pofabrycznych Towarzystwa uruchomiono montownię samochodów Citroën należąca do Polskiego Towarzystwa Samochodowego Citroën. Uprzemysłowienie tej części miasta spowodowało osiedlanie się w okolicy dużej liczby robotników; apogeum tego zjawiska nastąpiło po wybudowaniu Warsztatów Żeglugi Parowej. Ich właściciel, Andrzej Artur Zamoyski, wykupił szereg parcel pomiędzy ul. Solec (gdzie mieściła się stocznia), Czerniakowską i ul. Rozbrat.
Rok 1886 przyniósł zakończenie budowy Stacji Pomp Rzecznych Wodociągów Warszawskich pod numerem 124; pompy były częścią wodociągu Williama Heerleina Lindleya i służyły tłoczeniu wody do Stacji Filtrów przy ulicy Koszykowej. Okolicę zasiedlał ówcześnie coraz większy odsetek lumpenproletariatu i robotników; doszły nowe wielkie fabryki – Gazownia Miejska na ul. Ludnej, zakłady metalowe Lilpop, Rau i Loewenstein. W okolicy często odnotowywano przestępstwa, zaś przy sąsiednich ulicach powstały liczne przeludnione koszarowce, zamieszkiwane przez setki robotników. W 1862 roku powstał pierwszy dom wzniesiony przez powołaną do życia Spółkę Cywilną Budowy Domów dla Rzemieślników i Robotników; obiekt zaprojektował architekt Henryk Marconi. Oprócz jedno- i dwupokojowych mieszkań znalazło się tam miejsce dla ochronki dla dzieci, izby chorych i żłobka dla najmłodszych. Kolejny taki obiekt powstał jednak dopiero w 1881 roku; być może według zmodyfikowanego projektu Marconiego, na pewno zaś nim inspirowany. Obiektów podobnych do 1910 roku wzniesiono przy Czerniakowskiej około dwudziestu; ich fasady zdobił zwykle tandetny, wykonany z gipsu wystrój, usuwany nierzadko już przy pierwszym remoncie. Kilka domów otrzymało jednak wykończenie na nieco wyższym poziomie: kamienica pod nr. 208 otrzymała fasady ukształtowane w typie secesji. Liczny odsetek mieszkańców tego rejonu miasta żył na granicy nędzy. Naprzeciw tej sytuacji wyszły liczne instytucje charytatywne: pod nr. 219 działało Towarzystwo Przytułków Noclegowych i Domów Zarobkowych; przytułek dla nieletnich dziewcząt we wsi Czerniaków działał od 1898 roku.
Równocześnie starano się opanować Wisłę, wciąż grożącą powodziami: w okresie 1888–1889 częściowo uregulowano koryto, usypano wał ochronny od Czerniakowskiej do ujścia rzeki Wilanówki.
16 maja 1891 oddano do użytku linię Kolei Konnej Wilanowskiej przebiegającą wzdłuż ulicy na odcinku pomiędzy skrzyżowaniem z obecną ulicą Chełmską a krańcem w Czerniakowie, zaś 5 maja 1892 linię wydłużono do Wilanowa. Od 1 września 1894 roku pociągi ciągnięte były przez lokomotywy parowe. Od czasu wybudowania linii kolejowej ulica Czerniakowska weszła w okres rozwoju. Do linii ul. Chełmskiej doprowadzono wodociąg i kanalizację. 15 maja 1914 roku zlikwidowano odcinek linii kolejowej przebiegający pomiędzy ulicą Chełmską a Bernardyńską Wodą, zastępując go nową linią przebiegającą wzdłuż obecnej ulicy Sobieskiego.
1 kwietnia 1916 roku ulica Czerniakowska znalazła się wraz z Sielcami i Czerniakowem w granicach Warszawy na całej długości. Po wojnie wzdłuż całej ulicy, od ulicy Książęcej do pl. Bernardyńskiego, wybudowano linię tramwajową. 19 listopada 1922 roku ulicą Czerniakowską zaczął kursować tramwaj linii 2 pomiędzy ulicą Książęcą a krańcem na skrzyżowaniu z ulicą Chełmską, zaś 24 grudnia 1922 roku linię wydłużono do pętli na placu Bernardyńskim. Dał się też zauważyć charakterystyczny dla całej dzielnicy odpływ przemysłu na Wolę i Pragę.
Brakło wolnych parcel dających szanse rozbudowy zakładów, niewątpliwym atutem była też doskonale rozwinięta w tych dzielnicach sieć kolei, które ominęły Czerniaków i Powiśle.
Pierwszą jaskółką zmian na lepsze było wzniesienie w końcu lat dwudziestych u zbiegu z ul. Okrąg wielkiego zespołu domów Kooperatywy Banku Handlowego; kolejny dom wzniósł w okolicy dla swych pracowników Bank Polski SA.
Po odzyskaniu niepodległości w dawnych carskich koszarach stacjonował 1 Pułk Szwoleżerów Józefa Piłsudskiego oraz I Dywizjon artylerii konnej. Nieopodal, u zbiegu z dzisiejszą ul. 29 Listopada pod nr. 153 A Fundusz Kwaterunku Wojskowego wzniósł według projektu Kazimierza Tołłoczki dom dla oficerów. Liczne były także inwestycje cywilne: pod nr. 128 miasto w latach 1925–1927 wzniosło inspirowany architekturą baroku gmach szkoły (obecnie siedziba LXXV Liceum Ogólnokształcące im. Jana III Sobieskiego). Wybudowano także domy mieszkalne dla nauczycieli i pracowników Stacji Pomp Rzecznych.
W okresie międzywojennym w domu nr 88 mieścił się XX komisariat Policji Państwowej.
Południowy odcinek ulicy nobilitował kościół św. Józefa Oblubieńca wzniesiony wraz z klasztorem Nazaretanek, gimnazjum żeńskim i pensjonatem dla uczennic. Częścią kompleksu był również gmach Stowarzyszenia Zakładów Wychowawczych Najświętszej Rodziny z Nazaretu – obiekt wybudowany według projektu Karola Jankowskiego i Franciszka Lilpopa. Wzniesiony w okresie 1924–1930 zakład był wzorcową placówką wychowawczą okresu międzywojennego.
Okres późnych lat 30. przyniósł realizację kilku nowoczesnych domów czynszowych; znalazły też kontynuatorów przemysłowe tradycje ulicy. Od 1930 roku pod nr. 80 działały Zakłady Metalurgiczne L. Kranca i T. Łempickiego; pod numerem 196 uruchomiła produkcję „Kaefka” – Krajowa Fabryka Konserw.
Zabudowa ulicy ucierpiała w czasie obrony Warszawy we wrześniu 1939.
W okresie okupacji niemieckiej ulicy nadano niemiecką nazwę Hafenstrasse.
Rok 1944 przyniósł bardzo duże zniszczenia w zabudowie ulicy. Czerniakowska i całe tzw. Powiśle Czerniakowskie stały się miejscem bardzo zaciekłych walk. 18 września cała ulica znalazła się pod kontrolą Niemców. 23 września skapitulował Czerniaków, 27 września – Mokotów. W dniach powstania spłonęła zabudowa północnego odcinka ulicy; również między Stacją Pomp Rzecznych i ul. Bartycką zostały zgliszcza. Po 1946 roku niemal wszystkie uszkodzone domy rozebrano; rozebrano m.in. zabytkowe rogatki czerniakowskie przy skrzyżowaniu z obecną ul. Gagarina, pochodzące z około 1820 roku. Decyzja o utworzeniu Centralnego Parku Kultury (obecnie Park Marszałka Edwarda Rydza-Śmigłego) w 1952 roku doprowadziła do likwidacji całego odcinka zabudowy, od ówczesnej ul. Gwardzistów (obecnie ul. Wilanowska) do ul. Zagórnej. Nie odbudowano także odcinka od Ludnej do ul. Okrąg.
W 1945 nie przywrócono ruchu tramwajowego, wprowadzając na odcinku od Łazienkowskiej na południe trolejbusy i autobusy. 19 lipca 1957 roku zamknięto ruch na odcinku kolei wilanowskiej przebiegającej wzdłuż ulicy Czerniakowskiej od Bernardyńskiej Wody do ulicy Powsińskiej. Zamknięta linię kolejową zastąpiła uruchomiona ponownie 20 lipca 1957 roku linia tramwajowa przebiegającą wzdłuż ulicy, ale tylko na odcinku od ulicy Gagarina do Powsińskiej. Tego samego dnia oddana do użytku została także pętla tramwajowa na placu Bernardyńskim.
W latach 1971−1975, w związku z budową Wisłostrady i Trasy Łazienkowskiej, przerwana została ciągłość ulicy w jej północnej części, pomiędzy skrzyżowaniami z ulicami Łazienkowską i Górnośląską. 11 listopada 1973 roku zamknięto przebiegającą wzdłuż ulicy linię tramwajową pomiędzy skrzyżowaniem z ulicą Gagarina a ulicą Powsińską, choć projekt Wisłostrady uwzględniał rezerwę terenu pod torowisko tramwajowe. Rozebrano wtedy także kilka kamienic i obiektów przemysłowych. Z dawnej zabudowy drewnianej ocalał w okolicy tylko jeden dworek, przy ul. Bernardyńskiej 1; po 1945 roku rozebrano wszystkie pozostałe obiekty tego typu (chociaż przed rokiem 1939 dostrzegano potrzebę ich ochrony; planowano utworzenie skansenu budownictwa drewnianego). Wzniesione przy ulicy w latach siedemdziesiątych osiedla wysokościowców „Czerniakowska Wschodnia” i „Sielce III” rozbiły jej dawny układ urbanistyczny, wykluczając wielkomiejską, szeregową zabudowę pierzei.

## Ważniejsze obiekty

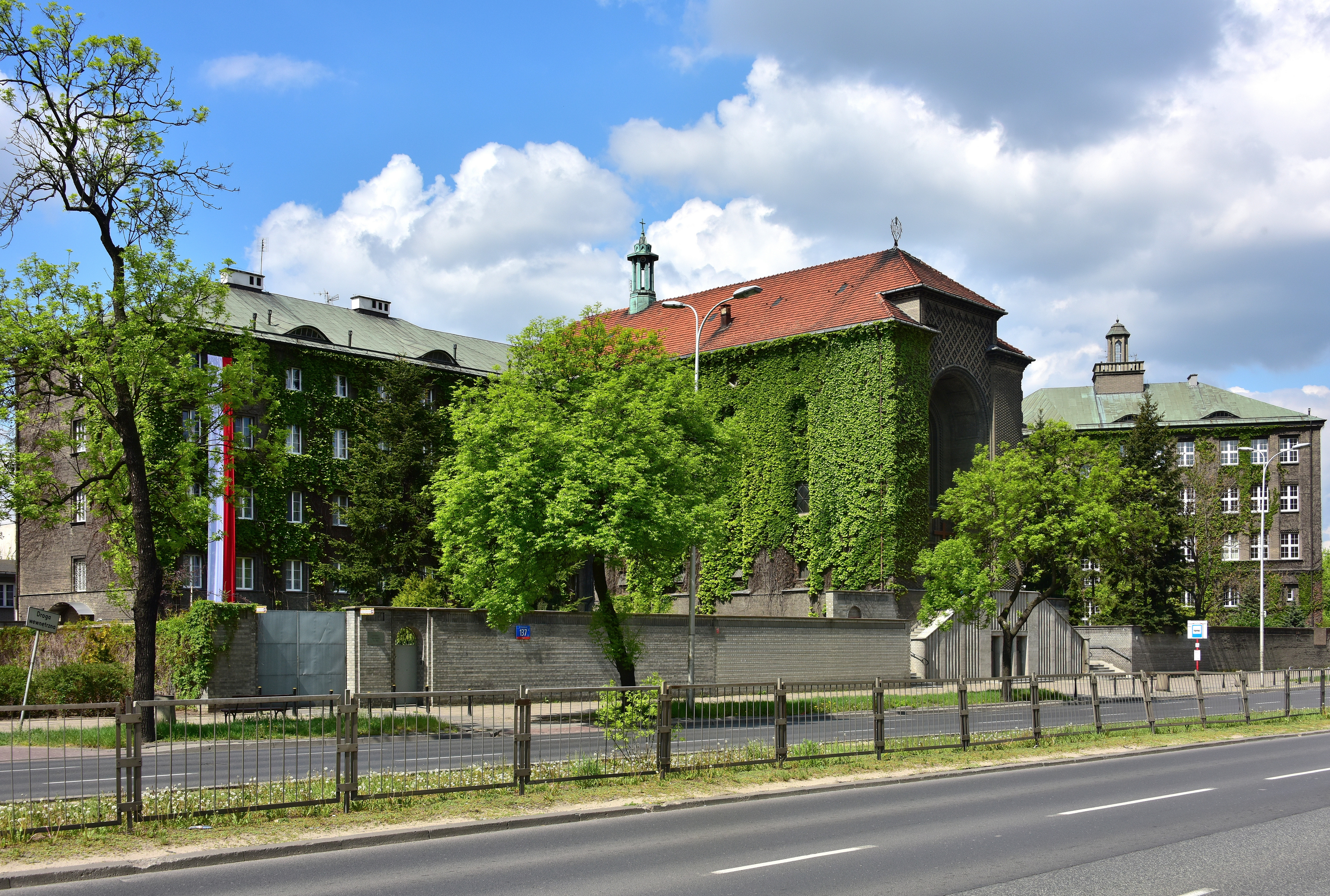
Zakład wychowawczy Zgromadzenia Sióstr Najświętszej Rodziny z Nazaretu z kościołem św. Józefa Oblubieńca (nr 137)

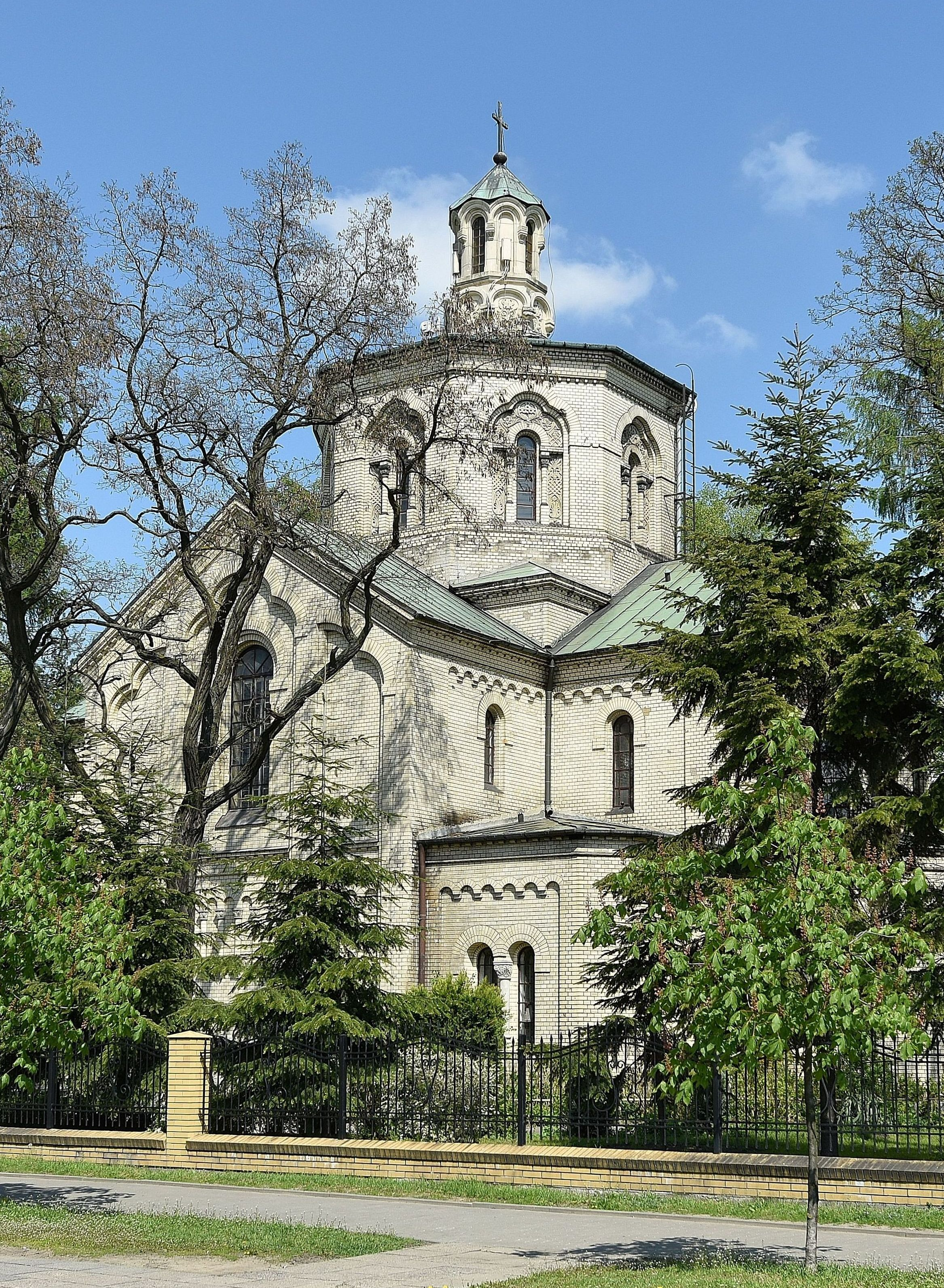
Katedra polskokatolicka Św. Ducha, dawna cerkiew prawosławna bł. Martyniana

- Kościół św. Antoniego z Padwy (nr 2/4)
- osiedle Czerniakowska Wschodnia
- Centrum Handlowe Panorama
- Pomnik Żołnierzy Batalionów Chłopskich i Ludowego Związku Kobiet
- Stacja Pomp Rzecznych (nr 124)
- Dom mieszkalny pracowników Stacji Pomp Rzecznych (nr 126a)
- LXXV Liceum Ogólnokształcące im. Jana III Sobieskiego (nr 128)
- Dom Prowincjonalny Zgromadzenia Sióstr Najświętszej Rodziny z Nazaretu (Nazaretanek) z kościołem św. Józefa Oblubieńca i Prywatnym Gimnazjum i Liceum Ogólnokształcącym Sióstr Nazaretanek (nr 137)
- Osiedle Szwoleżerów
- Katedra Polskokatolicka Św. Ducha
- Port Czerniakowski
- Ławeczka Jana Nowaka Jeziorańskiego (nr 178a)
- Park Marszałka Edwarda Rydza-Śmigłego
- Pomnik Powstańców Czerniakowa i Żołnierzy 1 Armii Wojska Polskiego
- Samodzielny Publiczny Szpital Kliniczny im. prof. W. Orłowskiego CMKP
- Tablice pamiątkowe Tchorka (nr 141 oraz przy skrzyżowaniu z ulicą Idzikowskiego)

### Obiekty nieistniejące
- Warsztaty Żeglugi Parowej
- Dom Hugona Kołłątaja paszteciarnia na Solcu miejsce spotkań Kuźnicy Kołłątajowskiej przy Czerniakowskiej nr hipoteczny 3007 (nr współczesny 165 lub 167)
- Browar Weissa na Solcu przy ulicy Czerniakowskiej nr hipoteczny 3001 (nr współczesny 189). Podpalenie browaru Weissa 29 listopada 1830 przez pchor. Wiktora Tylskiego było sygnałem do wybuchu powstania listopadowego
- Zajezdnia autobusowa Chełmska

## Kultura popularna
Ulica Czerniakowska kilkakrotnie występuje w piosenkach Stanisława Grzesiuka, m.in. w utworach: Czarna Mańka, Grunt to rodzinka, Zabawa na Czerniakowskiej.